# Fylkesväg 24
Fylkesväg 24 (norska: Fylkesvei 24) är en primär fylkesväg i Innlandet fylke i sydöstra Norge som går mellan tätorten Skarnes i Sør-Odals kommun och tätorten Stange i Stange kommun. Den passerar genom kommunerna Sør-Odal, Nord-Odal och Stange.
Vägen är 68,3 kilometer lång och asfalterad. Den passerar bland annat genom tätorterna Sand, Gata och Sørbygdafeltet.

## Anslutningar
Fylkesväg 24 ansluter till:
- Fylkesväg 175 (vid Skarnes)
- Europaväg 16 (vid Skarnes)
- Fylkesväg 181 (vid Sand)
- Fylkesväg 209 (vid Sand)
- Riksväg 3 (vid Korsbakken)
- Europaväg 6 (vid Stange)
- Fylkesväg 222 (vid Stange)

## Bilder

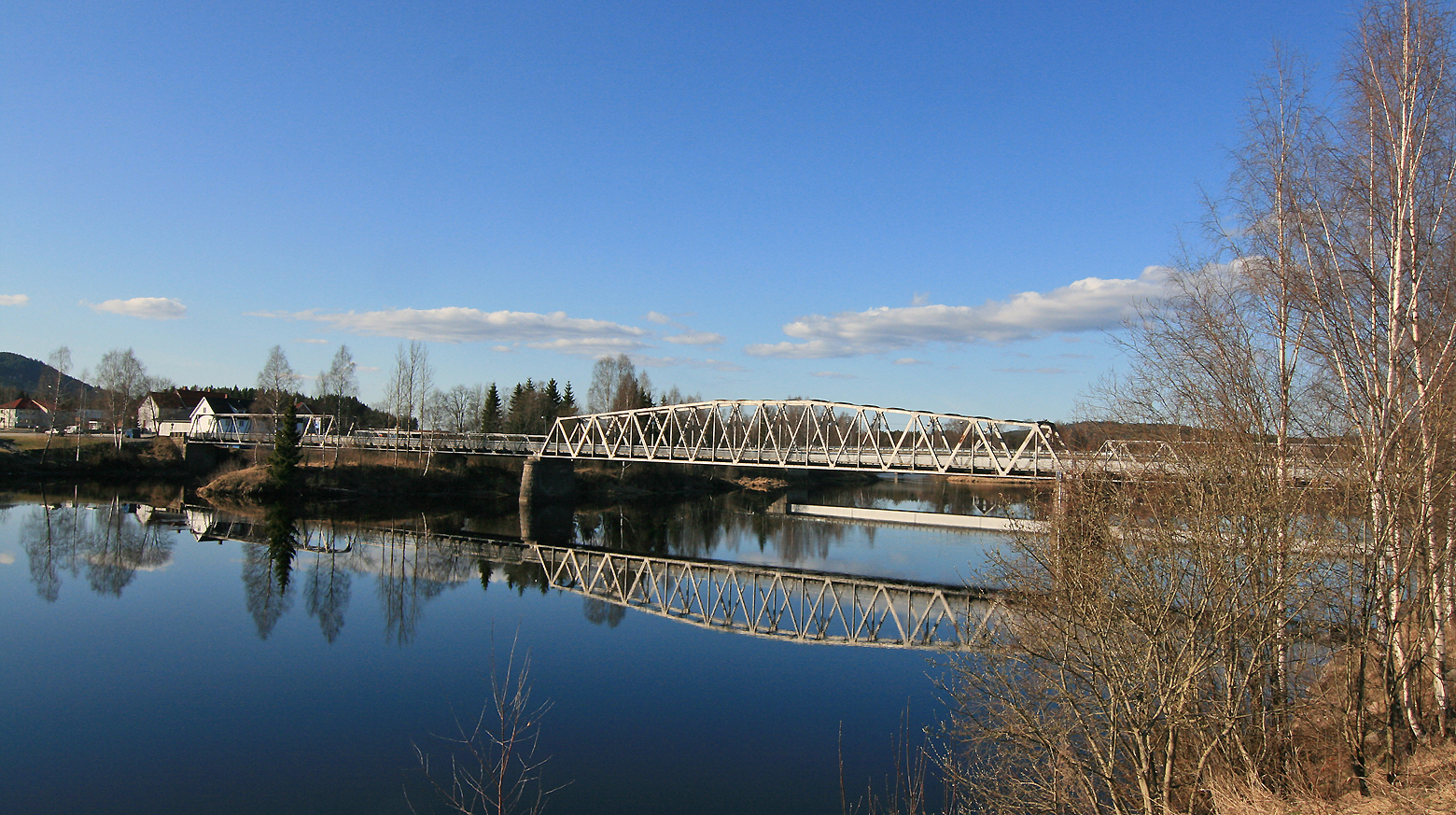
Fylkesväg 24 vid bron över Glomma i Skarnes.
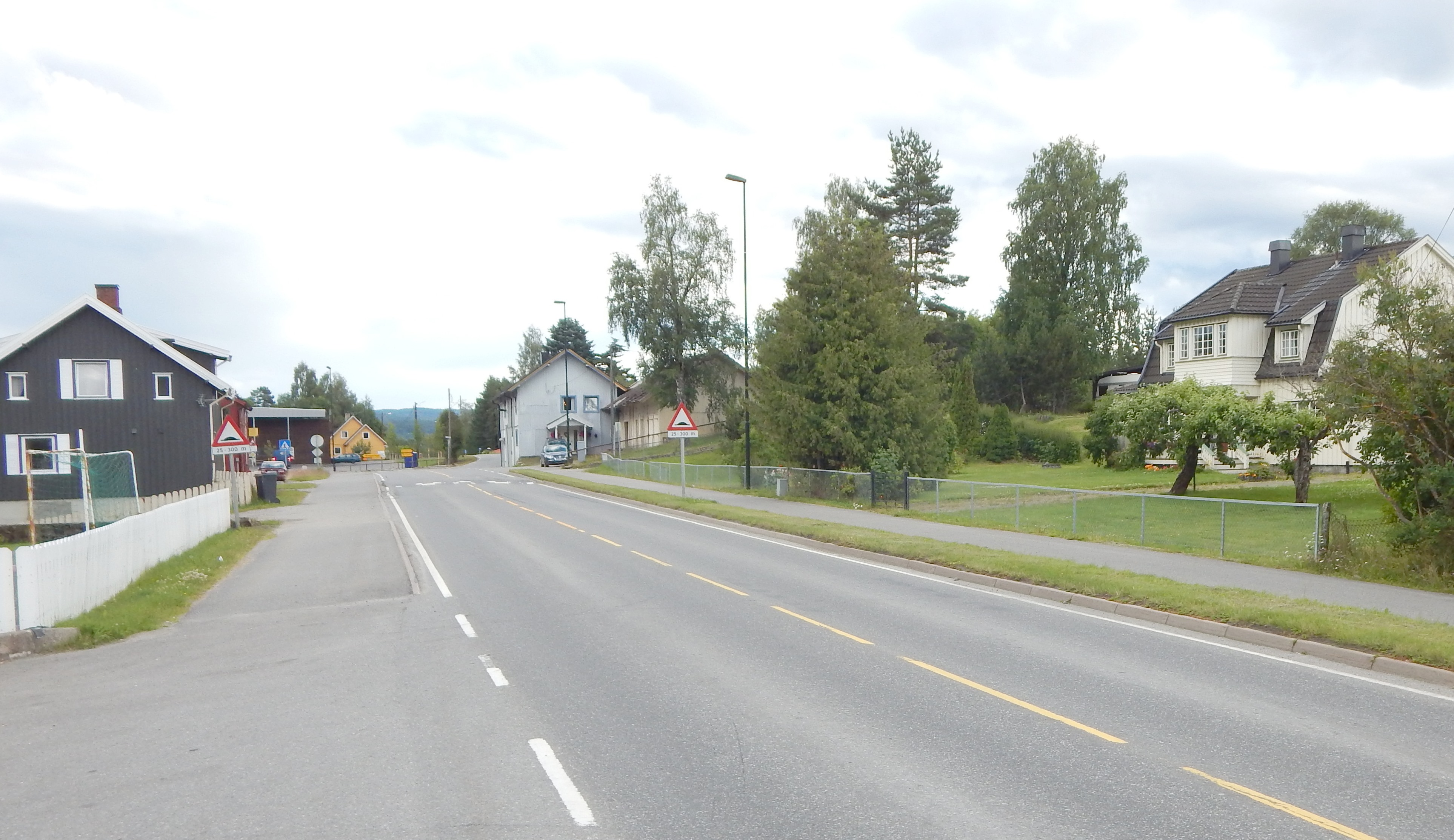
Fylkesväg 24 vid Gata.
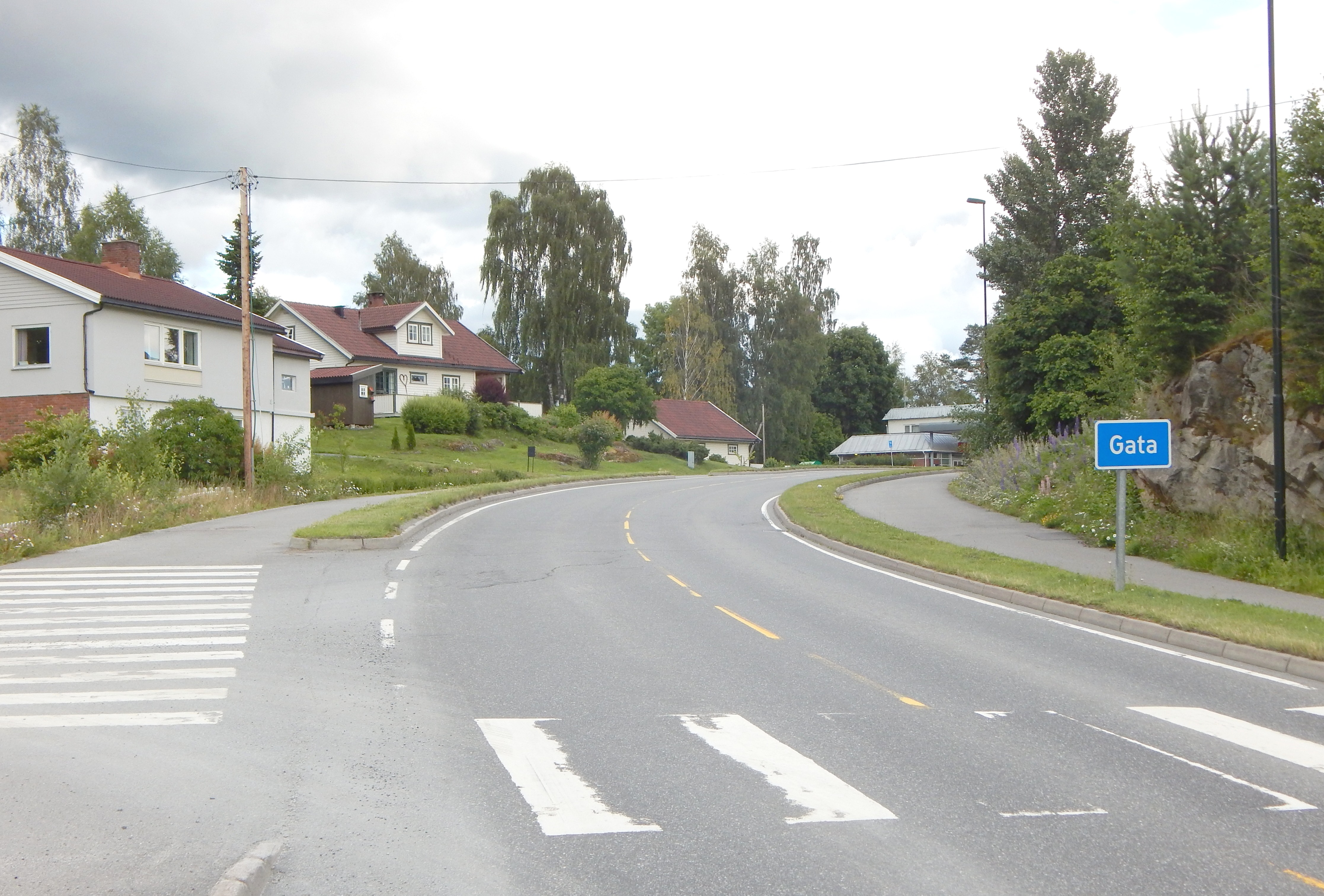
Fylkesväg 24 vid Gata.